# The Invisible Woman (2013)
The Invisible Woman ist eine britische Filmbiografie von Ralph Fiennes über das Leben des englischen Romanautors Charles Dickens. Der Film basiert auf dem gleichnamigen Roman von Claire Tomalin.
Am 31. August 2013 feierte er auf dem Telluride Film Festival in Colorado Weltpremiere. Ab dem 24. April 2014 lief er in den deutschen Kinos.

## Handlung
1857 in London. Bei einer Aufführung im Theatre Royal Haymarket wird der 45-jährige berühmte Schriftsteller Charles Dickens auf die 18-jährige Schauspielerin Ellen „Nelly“ Ternan aufmerksam. Bald darauf gibt er ihr, zusammen mit ihrer Mutter und ihrer Schwester Maria, eine Rolle in dem Stück „The Frozen Deep“ seines Freundes Wilkie Collins, das in seiner Free Trade Hall in Manchester aufgeführt wird. Nach der Vorstellung sind die beiden für einen Augenblick allein.
Wenig später besuchen Nelly und ihre Familie eine von Dickens’ Dichterlesungen in London. Er freut sich, Nelly wiederzusehen. Bald darauf nimmt Dickens die Familie Ternan zu einem Pferderennen mit und verbringt immer mehr Zeit mit ihnen. Da er in seiner Ehe unglücklich ist, weil seine Frau Catherine für seine Liebe zum Schreiben und zur Literatur nichts übrig hat, genießt Dickens die Zeit mit Nelly, die seine Interessen teilt und gerne mit dem berühmten Romanschreiber zusammen ist.
Eines Tages geht Dickens zu Fuß von seinem Landhaus Gads Hill Place in Higham, Kent, nach London, um Nelly in einer Theateraufführung zu sehen. Nach der Vorstellung lädt Mrs. Ternan ihn in ihr bescheidenes Häuschen ein. Sie beobachtet, wie Dickens mit ihrer Tochter Blicke wechselt, und warnt ihn später, sie könne es sich nicht erlauben, den Ruf ihrer Tochter aufs Spiel zu setzen. Dickens versichert ihr, dass er nicht vorhabe, ihren guten Namen zu kompromittieren.
Nach einer Dichterlesung, deren Einnahmen an Londons „gefallene Frauen“ und ihre Kinder gehen, lädt Dickens die Familie Ternan zu sich nach Hause ein. Nelly schaut sich dort mit Begeisterung seine Bücher, Manuskripte und Schreibutensilien an. Als sie allein sind, erzählen sie sich aus ihrem Leben und kommen sich näher.
Mrs. Ternan vertraut später ihrer Tochter Maria an, was sie über Nelly und Dickens denkt. Die Verbindung der beiden könne Nelly eine sichere Zukunft bieten, die sie im Theater nicht finden werde, weil sie weniger talentiert sei als ihre Schwestern. Nelly hört das Gespräch zufällig und ist wütend, dass ihre Mutter will, dass sie die Geliebte eines verheirateten Mannes wird.
Kurz darauf wird Nelly von Catherine Dickens besucht, die ihr einen goldenen Armreif bringt, den ihr Mann als Geburtstagsgeschenk für Nelly anfertigen ließ und der aus Versehen an sie, Catherine, geliefert wurde.
Nach der Geburtstagsfeier holen Dickens und Collins Nelly ab und sie fahren zu Collins’ Haus, in dem er mit seiner Geliebten Caroline Graves und deren Tochter lebt. Nelly ahnt, welche Art von Leben Dickens sich mit ihr vorstellt. Auf der Rückfahrt in der Kutsche konfrontiert sie ihn mit diesem Plan und lehnt es ab, seine „Hure“ zu werden. Dickens entschuldigt sich und gesteht ihr, dass er seine Frau nicht mehr liebe. Er tröstet sie.
Einige Tage später gibt Dickens in der Times die „einvernehmliche“ Trennung von seiner Frau nach 22 Jahren Ehe bekannt und bestreitet nachdrücklich eine Affäre mit Nelly. Seine Frau und Kinder sind geschockt.
In den nächsten Tagen wird Nelly von ihrer Mutter und Collins darin bestärkt, dass Dickens ein „ehrenwerter Mann“ sei. Sie solle die alten Konventionen vergessen.
Als sie Dickens besucht, versichert er ihr, er wolle die Vergangenheit vergessen. Er zeigt ihr das Manuskript eines gerade zu Ende geschriebenen Romans, Great Expectations, und gibt es ihr zu lesen. Nach der Lektüre lobt sie ihn für das Romanende, und Dickens liest ihr eine Stelle vor, als spräche er sie persönlich an.
Dickens und Nelly werden ein Liebespaar. Sie verbringen einige Zeit in Frankreich, und Nelly wird schwanger, doch das Kind stirbt bei der Geburt. Dickens unterschreibt den Totenschein mit „M. Charles Tringham“. Auf der Rückreise nach England im Frühjahr 1865 fahren sie mit dem Zug von Folkestone nach London. Nahe Staplehurst in Kent entgleist der Zug, zehn Reisende kommen dabei um. Dickens rettet Nelly und gibt dann mit ihrem stillen Einverständnis vor, allein zu reisen, um so einen Skandal zu verhindern.
In den folgenden Jahren bleibt bis zu seinem Tod 1870 Nelly seine heimliche Geliebte und Begleiterin. 1876 heiratet Nelly den Oxford-Absolventen George Wharton Robinson, der zwölf Jahre jünger ist als sie. Sie bekommen einen Sohn und leiten in Margate eine Jungenschule. George weiß, dass Nelly als junges Mädchen Dickens kennengelernt hat, doch er ahnt nicht, dass sie seine Geliebte war. Nur Reverend Benham kennt ihr Geheimnis.
In der Schlussszene, die 1883 spielt, schaut Nelly ihrem Sohn bei einer Theateraufführung in der Schule zu und erinnert sich dabei an die Epilog-Zeilen, die sie 1857 im Stück „The Frozen Deep“ für Dickens sprach:
“This is a tale of woe. This is a tale of sorrow. A love denied, a love restored, to live beyond tomorrow. Lest we think silence is the place to hide a heavy heart, remember, to love and be loved is life itself without which we are nought.”

## Hintergrund
Der Film hatte ein Budget von 12 Millionen Dollar und spielte weltweit rund 1,2 Millionen Dollar ein. Produziert wurde er von BBC Films, Headline Pictures, Magnolia Mae Films und Taeoo Entertainment.
Nach Coriolanus ist The Invisible Woman die zweite Regiearbeit von Schauspieler Ralph Fiennes.

## Kritiken
Der Film bekam gemischte Kritiken.

„The Invisible Woman ist ein zufriedenstellendes Liebesdrama, das eine sehr schwierige Beziehung erforscht.“

„The Invisible Woman ist […] gemächlich an seinem Platz.“

## Auszeichnungen
Der Film erhielt zahlreiche Auszeichnungen.
Oscarverleihung 2014
- Oscar-Nominierung in der Kategorie Bestes Kostümdesign für Michael O’Connor

British Academy Film Awards 2014
- Nominierung für den British Academy Film Award in der Kategorie Beste Kostüme für Michael O'Connor

Saturn-Award-Verleihung 2014
- Saturn-Award-Nominierung in der Kategorie Bester Independentfilm

Satellite Awards 2013
- Satellite Award in der Kategorie Bestes Kostümdesign für Michael O'Connor
- Satellite-Award-Nominierung in der Kategorie Bestes Szenenbild für Maria Djurkovic und Tatiana Macdonald